# 罗尔巴克莱比奇
罗尔巴克莱比奇（法語：Rohrbach-lès-Bitche，法語發音：[ʁɔʁbak lɛ bitʃ]，意为“比奇附近的罗尔巴克”；洛林法兰克语：Roerbach）是法国摩泽尔省的一个市镇，位于该省东部，属于萨尔格米讷区。

## 地理
罗尔巴克莱比奇（49°2'43"N, 7°15'54"E）面积13.28 平方千米，位于法国大東部大區摩泽尔省，该省份为法国东北部内陆省份，是洛林的一部分，西南接默尔特-摩泽尔省，东临下莱茵省，北与卢森堡和德国接壤。
与罗尔巴克莱比奇接壤的市镇（或旧市镇、城区）包括：昂尚贝尔、蒙布龙、贝特维莱尔、比南、大雷代尔尚、小雷代尔尚。

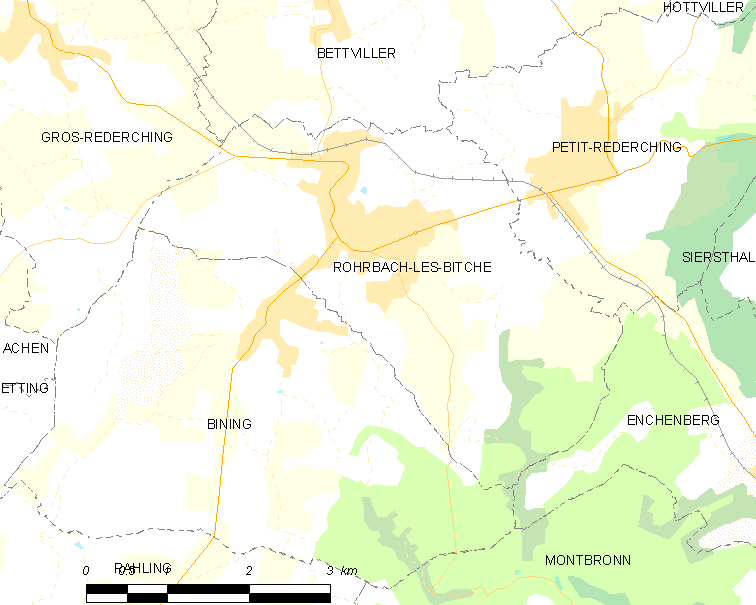
罗尔巴克莱比奇的OSM定位图

罗尔巴克莱比奇的时区为UTC+01:00、UTC+02:00（夏令时）。

## 行政
罗尔巴克莱比奇的邮政编码为57410，INSEE市镇编码为57589。

## 政治
罗尔巴克莱比奇所属的省级选区为比奇县。

## 人口

1962-2008年间罗尔巴克莱比奇人口变化图示

罗尔巴克莱比奇于2022年1月1日时的人口数量为2290人。